# إيفانيي إيميغارا
إيفانيي إيميغارا Ifeanyi Emeghara (بالإنجليزية: Ifeanyi Emeghara)‏، من مواليد 24 مارس 1984 في لاغوس في نيجيريا، لاعب كرة قدم نيجيري.
بدأ مسيرته الكروية مع نادي إيبيدي في موسم 2002/2003، وفي موسم 2003/2004 انتقل إلى نادي تيليوبتك بلغراد الصربي، وفي عام 2004 انتقل إلى نادي بارتيزان بلغراد الصربي، ولعب معهم حتى عام 2006، وشارك معهم في 36 مباراة، وفي موسم 2006/2007 انتقل إلى نادي بوليتهنيكا تيميسوارا، وشارك معهم في 42 مباراة، ومنذ عام 2007 وهو يلعب مع نادي ستيوا بوخاريست الروماني.
منذ عام 2007 وهو يلعب مع منتخب نيجيريا لكرة القدم.

## روابط خارجية
- إيفانيي إيميغارا على موقع الاتحاد الدولي (مؤرشف)  (الإنجليزية)
- إيفانيي إيميغارا على موقع الاتحاد الأوربي (الإنجليزية)
- إيفانيي إيميغارا على موقع قاعدة بيانات كرة القدم.إي يو (الإنجليزية)
- إيفانيي إيميغارا على موقع ناشيونال فوتبول تيمز (الإنجليزية)
- إيفانيي إيميغارا على موقع Soccerbase.com (لاعب) (الإنجليزية)
- إيفانيي إيميغارا على موقع Soccerway.com (الإنجليزية)
- إيفانيي إيميغارا على موقع عالم كرة القدم.نت (الإنجليزية)